# Programa 863
O programa 863 (chinês simplificado: 863计划) ou Plano de Desenvolvimento de Alta Tecnologia do Estado (chinês simplificado: 国家高技术研究发展计划)  foi um programa financiado e administrado pelo governo da República Popular da China destinado a estimular o desenvolvimento de tecnologias avançadas em uma ampla gama de campos com o objetivo de tornar a China independente de obrigações financeiras para tecnologias estrangeiras. Foi inspirado pela Iniciativa de Defesa Estratégica proposta pelo presidente dos EUA, Ronald Reagan, em 1983 e foi encerrada em 2016.